# Jane Nabulindo Kwoba
Jane Nabulindo Kwoba (nascida em 3 de junho de 1976) é uma política, professora de profissão e legisladora do Uganda. Ela representa o povo do distrito de Busia como representante distrital no parlamento do Uganda. Ela é um membro independente do parlamento; entrou para o parlamento depois de derrotar a ex- ministra para os assuntos de Karamoja e membro do Movimento de Resistência Nacional, Barbara Nekesa Oundo, que actualmente está servindo como embaixadora na África do Sul.

## Carreira
Jane actuou como especialista em saúde e foi encarregada das relações com patrocinadores e doadores para a Compassion International de 2002 a 2012.
Ela foi uma conselheira sobre HIV/SIDA para o sindicato amalgamado de transporte e trabalhadores em geral (ATGWU) do Uganda de 2013 a 2016.
Ela também foi líder da equipa feminina na iniciativa de apoio sub-regional da África Oriental para o avanço da mulher - empoderamento de mulheres e meninas (EASSI-WOGE) de 2013 a 2016.
De 2016 até à actualidade, Jane Nabulindo Kwoba tem sido membro do parlamento do Uganda (10º parlamento). No parlamento, ela actua no comité sobre HIV/SIDA e doenças relacionadas.
Ela é membro de corpos profissionais; Conselho de Governadores da Escola Secundária de Buwembe e do ministério Dorcus.
Jane também é membro da Associação Parlamentar de Mulheres do Uganda (UWOPA).
Ela defendeu uma compensação justa e razoável para as famílias na sua área que serão afectadas por um projecto de refinaria de ouro proposto pelos chineses.